# Антинеутрофилна цитоплазматска антитела
Антинеутрофилна цитоплазматска антитела (АНЦА) су претежно антитела ИгГ класе специфичне за протеазе или катјонске протеине, компоненте примарних неутрофилних гранула и моноцитних лизозома, као што су - протеиназа 3 (ПР3),  катепсин-Г (Кат-Г) мијелопероксидаза (МПО), лектоферин (Лф), азуроцидин, лизозим и катјонски бактерицидни протеин к  (енг. bactericidal/permeability increasing protein) који повећава пропустљивост.

## Историја
Антинеутрофилна цитоплазматска антитела први пут су описана 1982. године, када је група истраживача показала користећи ЕЛИСА ензимску технику (енг. enzyme-linked immunosorbent assay) технику да је мијелопероксидаза (МПО) главни циљни антиген перинуклеарних антинеутрофилних цитоплазматских антитела. Две године касније, ПР3 је  препознат као главни антиген за цитоплазматски тип антинеутрофилних цитоплазматских антитела код Вагнерове грануломатозе.
Значај открића антинеутрофилних цитоплазматских антитела и  разумевање њиховог механизма непрестано и дана утиче на израду нових, савременијих стратегија у лечењу запаљењам крвних судова изазваног антинеутрофилним цитоплазматским антителима.

## Опште информације
Антинеутрофилна цитоплазматска антитела ступају у интеракциј у са циљним антигенима неутрофила активираних цитокином, што доводи до активације кроз неколико сигналних путева и интеракција са ендотелијумом, затим до дегранулација, производња цитокина и оштећење ткива. Због присуства
аутоантитела, потребна је помоћ аутореактивног Т-помоћника (хелпера) и Б ћелија да се развију болести.
Познато је да су антинеутрофилна цитоплазматска антитела специфични за ПР3 и МПО прихваћени серолошки маркери подгрупе запаљења малих крвних судова познатих као антинеутрофилна цитоплазматска антитела - повезана са запаљењем крвних судова или васкулитисом (грануломатоза са полиангиитисом и микроскопским полиангиитисом).
Откривање антинеутрофилних цитоплазматских антитела игра значајну улогу у дијагностици и праћењу пацијената са примарни запаљењем крвних судова (васкулитисом). Поред главних циљних антигена, ПР3 и МПО, други протеини неутрофилних гранула могу бити мањи антигени антинеутрофилних цитоплазматских антитела, али њихова улога и значај нису до краја расветљени. 
Поред запаљења крвних судова (васкулитиса), антинеутрофилна цитоплазматска антитела су откривена и код других, патогенетски и клинички хетерогених група болести:
- аутоимуни синдроми изазвани лековима,
- инфламаторна обољења црева и јетре,
- инфекције,
- малигнитети,
- системске болести везивног ткива.[8]

## Патогенеза
Иако је патогена улога антинеутрофилних цитоплазматских антитела још увек контроверзна, ин витро и животињски модели подржавају идеју да антитела имају директну патолошку улогу у формирању васкулитиса малих крвних судова. Антинеутрофилна цитоплазматска антитела специфична за МПО и ПР3 може активирати неутрофиле и моноците преко њихових Фц и Фаб'2 рецептора, који могу бити побољшани цитокинима који узрокују да неутрофили приказују МПО и ПР3 на својој површини. Аберантна гликозилација антинеутрофилних цитоплазматских антитела специфичне за МПО и ПР3 повећава њихову способност интеракције са активирајућим Фц рецепторима на неутрофилима.
Активирани неутрофили се затим могу залепити за ендотелне ћелије где долази до дегранулације. Ово ослобађа слободних радикала кисеоника и литичких ензима,   доводи до оштећења ендотела путем индукције некрозе и апоптозе. Штавише, неутрофили ослобађају хемоатрактивне сигналне молекуле који регрутују више неутрофила у ендотел, делујући као позитивна повратна спрега. 
Животињски модели су показали да МПО антитела могу да изазову некротизирајући гломерулонефритис и системски васкулитис малих крвних судова. У овим животињским моделима до формирања гломерулонефритиса и васкулитиса може доћи у одсуству Т-ћелија, али неутрофили морају бити присутни. Иако је примећено да титри антинеутрофилних цитоплазматских антитела имају ограничену корелацију са активношћу болести, осим за болест бубрега, и са ризиком од релапса, ово се објашњава разликама у епитопима и афинитету антинеутрофилних цитоплазматских антитела.
Антинеутрофилна цитоплазматска антитела индукују прекомерну активацију неутрофила, што резултује производњом неутрофилних екстрацелуларних замки (НЕТ), које узрокују оштећење малих крвних судова. Поред тога, код пацијената са активном болешћу, лечених ритуксимабом, анти-ЦД20 антителом које уклања циркулишуће Б-ћелије, клиничка ремисија корелира више са смањењем броја циркулирајућих Б-ћелија него смањењем титра антинеутрофилних  цитоплазматских антитела, што код неких пацијената не утиче. промена током лечења. Иста студија је открила да је клинички рецидив код неких пацијената повезан са повратком циркулишућих Б-ћелија.
На основу горе наведених запажања и да се антинеутрофилна цитоплазматска антитела реактивне Б-ћелије могу наћи у циркулацији код пацијената са ААВ-ом, предложена је алтернативна хипотеза која додељује директну патогену улогу ових ћелија, при чему се активирани неутрофили и антинеутрофилна цитоплазматска антитела-реактивне Б-ћелије укључују у међућелијску активност. Унакрсног разговора, који доводи не само до дегранулације и упале неутрофила, већ и до пролиферације и диференцијације антинеутрофилна цитоплазматска антитела-реактивних Б-ћелија.  Међутим, ова хипотеза тек треба да се провери.

## Терапија
Авакопан је одобрен у октобру 2021. године за медицинску употребу у Сједињеним Америчким Државама за лечење запаљења крвних судова или васкулитиса повезаног са антинеутрофилним цитоплазматским аутоантителима.